# Vasse (Países Baixos)
Vasse (52° 26′ N, 6° 50′ L) é uma cidade dos Países Baixos, na província de Overijssel. Vasse pertence ao município de Tubbergen, e está situada a 15 km, a nordeste de Almelo.
Em 2001, a cidade de Vasse tinha 569 habitantes. A área urbana da cidade é de 0.18 km², e tem 197 residências.
A área de Vasse, que também inclui as partes periféricas da cidade, bem como a zona rural circundante, tem uma população estimada em 880 habitantes.